# Département de San Marcos
San Marcos est un département du Guatemala. Son chef-lieu est San Marcos.

## Municipalités
1. Ixchiguan
2. La Reforma
3. Malacatán
4. Nuevo Progreso
5. Ocos
6. Pajapita
7. Río Blanco
8. San Lorenzo
9. San Marcos
10. San Miguel Ixtahuacán
11. San Pablo
12. San Pedro Sacatepéquez
13. San Rafael Pie de La Cuesta
14. San Sibinal
15. Sipacapa
16. Tacaná
17. Tajumulco
18. Tejutla